# Mattias Asper
Nils Mattias Joacim Asper (Kristianstad, 1974. március 20. –) svéd válogatott labdarúgó kapus.
A svéd válogatott tagjaként részt vett a 2000-es Európa-bajnokságon.

## Sikerei, díjai
AIK
- Svéd bajnok (1): 1998
- Svéd kupagyőztes (1): 1999

Malmö FF
- Svéd bajnok (1): 2004

Egyéni
- Az év kapusa Svédországban (2): 1998, 1999